# كولام
كولم أو كولام (بالهندية: കൊല്ലം/ക്വയ്ലോണ്‍) مدينة جنوب غرب الهند تقع على ساحل بحر لكديف في ولاية كيرلا، تبعد حوالي 71 كيلومتر عن عاصمة الولاية ثيروفانانثابورام، ذكرها الرحالة العربي ابن بطوطة خلال زيارتة لها في القرن الرابع عشر الميلادي ذاكر لوجود ميناء هام بها، تعتبر كولام مركز تجاري حيوي بالنسبة للهند، وهي من البلدات الصناعية في الهند، كولام المدينة القديمة كانت مدينة ناشطة تجارياً مع الرومان والصينيون والعرب وخصوصاً تجارة التوابل أما حالياً فهي مركز للتغليف والتعبئة وتجهيز البضائع المصدرة من الهند لدول العالم، عدد سكان المدينة يناهز 400 ألف نسمة.

## المناخ
يظهر الجدول التالي التغييرات المناخية على مدار السنة لكولام:
| البيانات المناخية لـكولام          | البيانات المناخية لـكولام | البيانات المناخية لـكولام | البيانات المناخية لـكولام | البيانات المناخية لـكولام | البيانات المناخية لـكولام | البيانات المناخية لـكولام | البيانات المناخية لـكولام | البيانات المناخية لـكولام | البيانات المناخية لـكولام | البيانات المناخية لـكولام | البيانات المناخية لـكولام | البيانات المناخية لـكولام | البيانات المناخية لـكولام |
| الشهر                              | يناير                     | فبراير                    | مارس                      | أبريل                     | مايو                      | يونيو                     | يوليو                     | أغسطس                     | سبتمبر                    | أكتوبر                    | نوفمبر                    | ديسمبر                    | المعدل السنوي             |
| ---------------------------------- | ------------------------- | ------------------------- | ------------------------- | ------------------------- | ------------------------- | ------------------------- | ------------------------- | ------------------------- | ------------------------- | ------------------------- | ------------------------- | ------------------------- | ------------------------- |
| متوسط درجة الحرارة الكبرى °م (°ف)  | 31 (88)                   | 31 (88)                   | 32 (90)                   | 32 (90)                   | 31 (88)                   | 29 (84)                   | 29 (84)                   | 29 (84)                   | 29 (84)                   | 30 (86)                   | 29 (84)                   | 30 (86)                   | 30 (86)                   |
| متوسط درجة الحرارة الصغرى °م (°ف)  | 23 (73)                   | 23 (73)                   | 25 (77)                   | 26 (79)                   | 25 (77)                   | 24 (75)                   | 24 (75)                   | 24 (75)                   | 24 (75)                   | 24 (75)                   | 24 (75)                   | 23 (73)                   | 24 (75)                   |
| الهطول مم (إنش)                    | 18 (0.7)                  | 26 (1.0)                  | 53 (2.1)                  | 147 (5.8)                 | 268 (10.6)                | 518 (20.4)                | 381 (15.0)                | 248 (9.8)                 | 209 (8.2)                 | 300 (11.8)                | 208 (8.2)                 | 51 (2.0)                  | 2٬427 (95.6)              |
| متوسط أيام هطول الأمطار (≥ 0.1 mm) | 1                         | 2                         | 4                         | 8                         | 11                        | 21                        | 19                        | 16                        | 12                        | 12                        | 8                         | 3                         | 117                       |
| المصدر: Weather2Travel             |                           |                           |                           |                           |                           |                           |                           |                           |                           |                           |                           |                           |                           |

## أعلام
- بي. مورالي
- سوريش بابو
- مورالي
- جميلة مالك
- ستانلي رومان